# Rita Blanco
Rita Blanco (Lisbona, 11 gennaio 1963) è un'attrice portoghese.

## Biografia
Blanco è apparsa in più di 50 film e programmi televisivi dal 1983. Ha recitato nei film Ganhar a Vida e Noite Escura, che sono stati proiettati nella sezione Un Certain Regard del Festival di Cannes, rispettivamente nelle edizioni del 2001 e del 2004.

## Filmografia parziale
- Agosto, regia di Jorge Silva Melo (1987)
- L'ultimo tuffo (O Último Mergulho), regia di João César Monteiro (1992)
- Inquietudine, regia di Manoel de Oliveira (1998)
- Tráfico, regia di João Botelho (1998)
- Ganhar a Vida, regia di João Canijo (2001)
- Noite Escura, regia di João Canijo (2004)
- O Fatalista, regia di João Botelho (2005)
- Sangue do Meu Sangue, regia di João Canijo (2011)
- Amour, regia di Michael Haneke (2012)
- La cage dorée, regia di Ruben Alves (2013)
- Colo, regia di Teresa Villaverde (2017)
- Mal Viver, regia di João Canijo (2023)
- Viver Mal, regia di João Canijo (2023)